# Annette Peulvast-Bergeal
Annette Peulvast-Bergeal, född 21 augusti 1946 i Mantes-la-Ville i Yvelines, är en fransk politiker. Hon var 1997–2002 ledamot av Nationalförsamlingen. Mellan 1995 och 2008 var hon borgmästare i Mantes-la-Ville.

## Biografi
Peulvast-Bergeal var under många år (sedan 1969) medlem och aktiv i socialistpartiet.

### Borgmästare (1995–2008)
Hon blev 1995 den första kvinnliga borgmästaren i hemorten Mantes-la-Ville. Detta var en borgmästarpost som hennes far Aimé Bergeal innehaft mellan 1953 och 1973.
Peulvast-Bergeal har varit känd för sina aktiviteter mot bland annat högerextremism. 1997 blev hon vittne till hur den valkampanjande Jean-Marie Le Pen fick ta emot slag och förolämpningar från demonstranter, utan att ingripa till högerpolitikerns försvar. Nationella frontens ledare tog därefter tag i Peulvast-Bergeal, skällde ut henne och knuffade in henne i en husvägg. Resultatet av tumultet blev en villkorlig fängelsedom för Jean-Marie Le Pen.

### Efter åren som borgmästare
Peulvast-Bergeal lämnade borgmästarposten efter 2007 års borgmästarval, vilket också ledde till ett antal sabbatsår för hennes politiska aktiviteter. 2011 återvände hon dock till politiken.
2013 lämnade hon in sitt medlemskort i socialistpartiet. Hon lät meddela sin besvikelse med partiets transparens och bristande kommunikation gentemot partimedlemmarna. Beskedet skedde inför stundande kommunalval.

### Övriga aktiviteter
Vid sidan om politiken har Peulvast-Bergeal arbetat som professor i historia.